# Rottenbach (Michelsbach)
Der Rottenbach ist ein 10,6 km langer Wasserlauf in der Südpfalz (Rheinland-Pfalz) und ein linker Zufluss des Michelsbachs.

## Geographie

### Verlauf

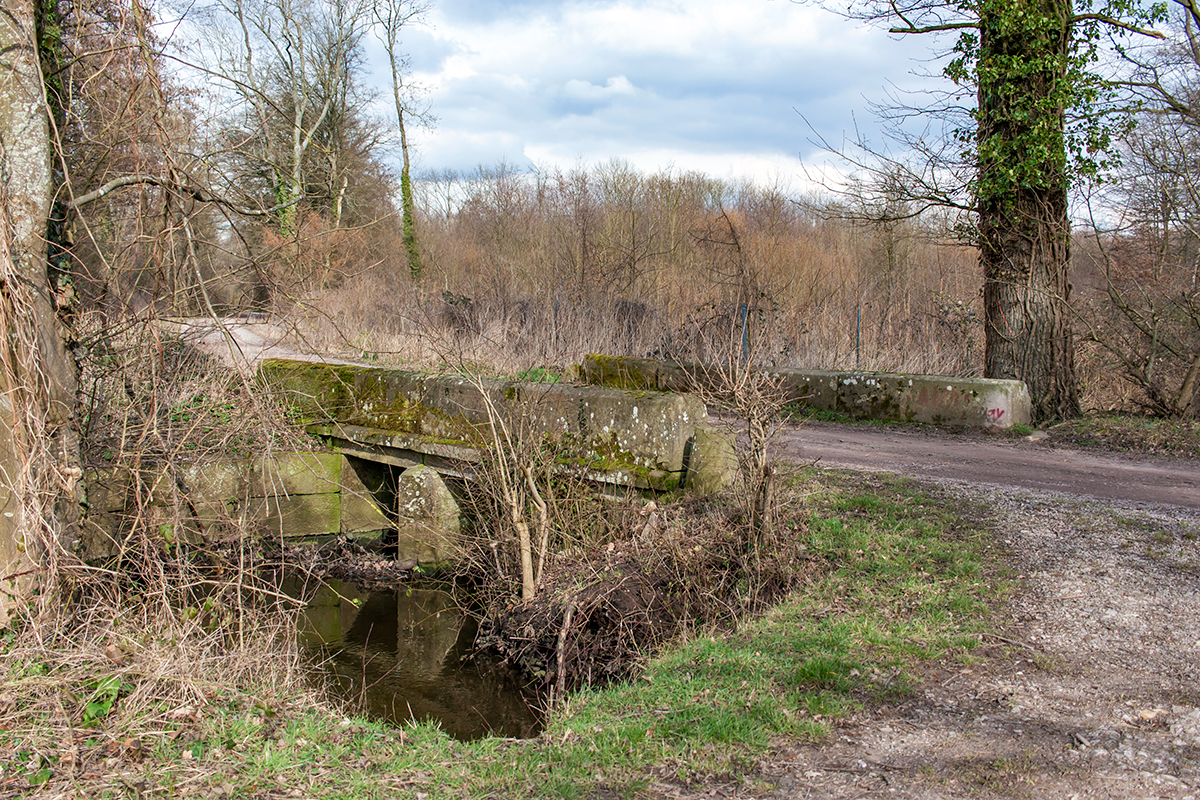
Der Saugraben mündet bei Herxheimweyher von rechts in den Rottenbach

Der Rottenbach hat seinen Ursprung südöstlich von Herxheim am Rande eines Gewerbegebiets als Entwässerungsgraben der umliegenden Felder. Nach knapp einem Kilometer fließt von rechts der meist stärker wasserführende Saugraben in den Rottenbach und speist diesen erheblich mit Wasser. Zirka 800 Meter nach diesem Zusammenfluss gelangt der Bach in den Wald bei Rülzheim, wo er 1,7 km später die Bahnstrecke Schifferstadt–Wörth unterquert. Von hier aus fließt das Gewässer in Mäandern bis zum Stauwehr am östlichen Rand des Waldgebiets. Danach unterquert der Rottenbach die Landstraße zwischen Rheinzabern und Rülzheim unweit des Dieterskirchels. Das südliche Ortsende von Rülzheim tangierend durchschneidet er ein ehemaliges Ziegeleigelände, bevor er anschließend die Bundesstraße 9 unterquert. Hiernach fließt er in einem kleinen Tal durch Kuhardt, wo er am östlichen Dorfrand das Hochufer passiert und in Richtung Norden den Oberwald erreicht. Von rechts mündet hier der Oberwaldbach in den Rottenbach. Danach fließt er östlich von Hördt nahe der Hördter Rheinaue in den Michelsbach.

### Zuflüsse
- Saugraben (rechts), 2,1 km, östlich von Herxheim, 115 m ü. NN
- Wolfsstöckegraben (links), 0,3 km, südsüdöstlich von Herxheimweyher, 114 m ü. NN
- Badgraben[3] (links), 0,9 km, südwestlich von Rülzheim, 112 m ü. NN
- Oberwaldgraben (links), 1,3 km, südlich von Hördt, 99 m ü. NN
- Oberwaldbach[4] (rechts), 0,8 km, südlich von Hördt, 98 m ü. NN

## Geschichte
Ein Brückenstein mit Bauinschrift aus der frühen römischen Kaiserzeit belegt mehrere, von Lucius Silvanus Probus gestiftete, den Rottenbach querende Brücken der römischen Rheintalstraße in der Nähe des heutigen Dieterskirchels bei der Gemarkungsgrenze Rülzheim-Kuhardt. Des Weiteren wurde im Jahr 2014 zirka 100 Meter südlich des angestauten Baches der Barbarenschatz von Rülzheim gefunden. Hierbei handelt es sich um einen spätrömischen Hortfund aus dem 5. Jahrhundert, der unter anderem einen Silberteller und -schale, Fibeln und einen Klappstuhl umfasst.